# Беннингтонский треугольник
Словосочетание «Беннингтонский треугольник» (англ. Bennington Triangle) было впервые использовано американским писателем и фольклористом Джозефом Ситроу (англ. Joseph A. Citro) в 1992 году для обозначения области на юго-западе штата Вермонт с центром в районе горы Гластенбёри в округе Беннингтон. Согласно книгам Ситроу, рассказы о странных происшествиях в этой зоне (исчезновениях людей, необъяснимых звуках и атмосферных явлениях, необычных животных в лесах) известны фольклористам Вермонта уже достаточно давно (как минимум с начала 1920-х гг., или даже с конца XIX века; кроме того, в поверьях местных индейцев этот район тоже считается «проклятым местом», которого следует избегать), но документально подтверждены только 5 случаев необъяснимого исчезновения людей в период с 1945 по 1950 год.
Название «Беннингтонский треугольник» было выбрано Ситроу по аналогии с т. н. «Бриджуотерским треугольником» в соседнем штате Массачусетс, который в свою очередь был назван по аналогии с Бермудским треугольником. Точные границы Беннингтонского треугольника не совсем ясны, но он включает в себя города Гластенбёри, Вудфорд и Сомерсет — некогда достаточно большие промышленные города, но на данный момент практически полностью покинутые в связи с упадком лесной промышленности в регионе.

## Пропавшие без вести
1) Первый достоверный случай исчезновения людей в Беннингтонском треугольнике произошёл 12 ноября 1945 года, когда в горах между туристической тропой Лонг-Трэйл и автодорогой US 9 пропал без вести 74-летний Мидди Риверс, возглавлявший группу из 4-х охотников. Когда группа возвращалась из гор, Риверс вышел вперёд остальных охотников, и больше его не видели. Поисковым группам не удалось обнаружить каких-либо его следов, кроме ружейного патрона в одном из ручьев (предполагалось, что Риверс наклонился зачерпнуть воду из ручья, и в это время патрон выпал у него из кармана). Риверс был опытным охотником и рыбаком, и хорошо знал окрестности места, в котором он пропал без вести.
2) Пола Джин Уэльден, 18-летняя второкурсница Беннингтонского колледжа, пропала без вести 1 декабря 1946 года в походе по маршруту Лонг-Трэйл. Она была старшей дочерью известного инженера, архитектора и дизайнера Уильяма Арчибальда Уэльдена, и её исчезновение привлекло большое внимание общественности в округе Беннингтон. После продолжительных поисков с участием сотрудников ФБР удалось установить только то, что несколько туристов видели Полу 1 декабря около 4 вечера на Харбор-Роуд (42°54′01″ с. ш. 73°07′29″ з. д.) — дороге, являющейся частью Лонг-Трэйл. Первоначально поисковики предполагали, что Пола дошла до конца Харбор-Роуд и после наступления сумерек заблудилась в густом лесу вокруг Лонг-Трейл. Но когда стало ясно, что поисковики сделали всё, что было в их силах, но не нашли никаких следов Полы, следствие стало рассматривать другие версии случившегося.
Были опрошены практически все, кто видел Полу в тот день, или же просто находился в окрестностях Харбор-Роуд в то время. Как оказалось, в тот день в том районе находилась как минимум ещё одна девушка, внешне похожая на Полу (но выше её ростом), в компании мужчины на темно-бордовой машине. Их личности так и не были установлены, хотя оказалось, что похожая по описанию машина была угнана и впоследствии найдена сожженной в штате Нью-Йорк. Это внесло дополнительную путаницу в работу следствия, которое было вынуждено проверять множество показаний свидетелей, которые якобы видели Полу в самых разных местах в окрестностях Беннингтона. Один из свидетелей, живший неподалёку от Харбор-Роуд, был неоднократно уличён во лжи следствием, и был главным подозреваемым по делу Полы Уэльден как в 1946 году, так и в 1952 году, когда материалы дела были пересмотрены. Так или иначе, не удалось найти никаких доказательств того, что Пола могла стать жертвой преступления.
3) Ровно через три года после исчезновения Полы Уэльден в том же регионе пропал без вести ветеран Джеймс Тедфорд, возвращавшийся на автобусе домой в Беннингтон из поездки к родственникам. Согласно показаниям свидетелей, Тедфорд всё ещё был в автобусе на последней остановке перед Беннингтоном, но по прибытии в город его уже не было нигде, хотя его багаж остался на месте, а на его сиденье лежала открытая брошюра с расписанием автобусов.
4) 12 октября 1950 года там же пропал без вести 8-летний Пол Джепсон, ехавший в грузовике вместе с матерью. На одной из остановок его мать ненадолго отвлеклась, и за это время Пол исчез. Поисковики не нашли никаких его следов, хотя на нём была ярко-красная куртка, которую было нетрудно заметить. С помощью собак удалось дойти по его следу примерно до того же места, где последний раз видели Полу Уэльден 4 года до этого.
5) Пятое и последнее исчезновение случилось через 16 дней после исчезновения Пола Джепсона. 28 октября 1950 г. 53-летняя Фрейда Лэнгер и её двоюродный брат отправились в поход из кемпинга вблизи г. Сомерсет. После того, как она оступилась и упала в ручей, она сказала брату, что вернётся в кемпинг, чтобы переодеться. Это был последний раз, когда её видели живой — в кемпинг она так и не вернулась. В следующие две недели было предпринято 5 поисковых экспедиций с участием авиации и более 300 поисковиков, не давшие никаких результатов. Тем не менее 12 мая 1951 года останки Фрейды Лэнгер были найдены в месте, которое было тщательно исследовано поисковиками за 7 месяцев до этого. Из-за большого промежутка времени, прошедшего с момента её смерти, причину смерти установить не удалось.
Никакой прямой связи между этими пятью эпизодами установлено не было — только общее место и период времени. Высказывались предположения, что пропавшие в Беннингтонском треугольнике люди могли стать жертвами серийного убийцы — тем не менее, опять же не удалось найти какую-либо закономерность в выборе жертв (старик -> красивая девушка -> пожилой мужчина -> 8-летний мальчик -> пожилая женщина). Исчезновения в Беннингтонском треугольнике обсуждались в 8 серии 3 сезона передачи Weird Or What? по каналу Discovery, наряду с инцидентом с Kaz II и другими аналогичными случаями. Согласно этому и другим источникам, общее количество людей, пропавших без вести в этой части Вермонта, могло превышать 10; в частности, трое охотников якобы пропали в тех же местах в 1949 году, но документальные свидетельства об этом случае отсутствуют.

## Англоязычная литература по теме
- Adams, Mary Gavel «The Bennington Monster.» Green Mountain Whittlin’s, 1950
- Stock, R.D.; Zeller, J. «The Strange Disappearances at Mt. Glastenbury.» FATE, July 1957
- Brandon, Jim. Weird America. Penguin Publishing, 1978
- Jacobs, Sally. «Ghost Towns.» Burlington Free Press, 1981
- Citro, Joseph A. Green Mountain Ghosts, Ghouls, and Unsolved Mysteries. University of New England/ Vermont Life, 1994
- Citro, Joseph A. Passing Strange: True Tales of New England Hauntings and Horrors, 1996
- Citro, Joseph A. and Sceurman, Mark. Weird New England, 2005, p. 74-75
- Waller, John D., Lost in Glastenbury. Bennington Banner (VT), 2008
- «The Bennington Triangle, The Cracker Barrel» (Wilmington, VT), 2004
- «Glastenbury? You won’t find it on the map», Rutland Herald, 2007
- «Glastenbury tales: Town offers no clues to mysteries hanging over it», Rutland Herald, 1999.